# Wald von Mare Longue

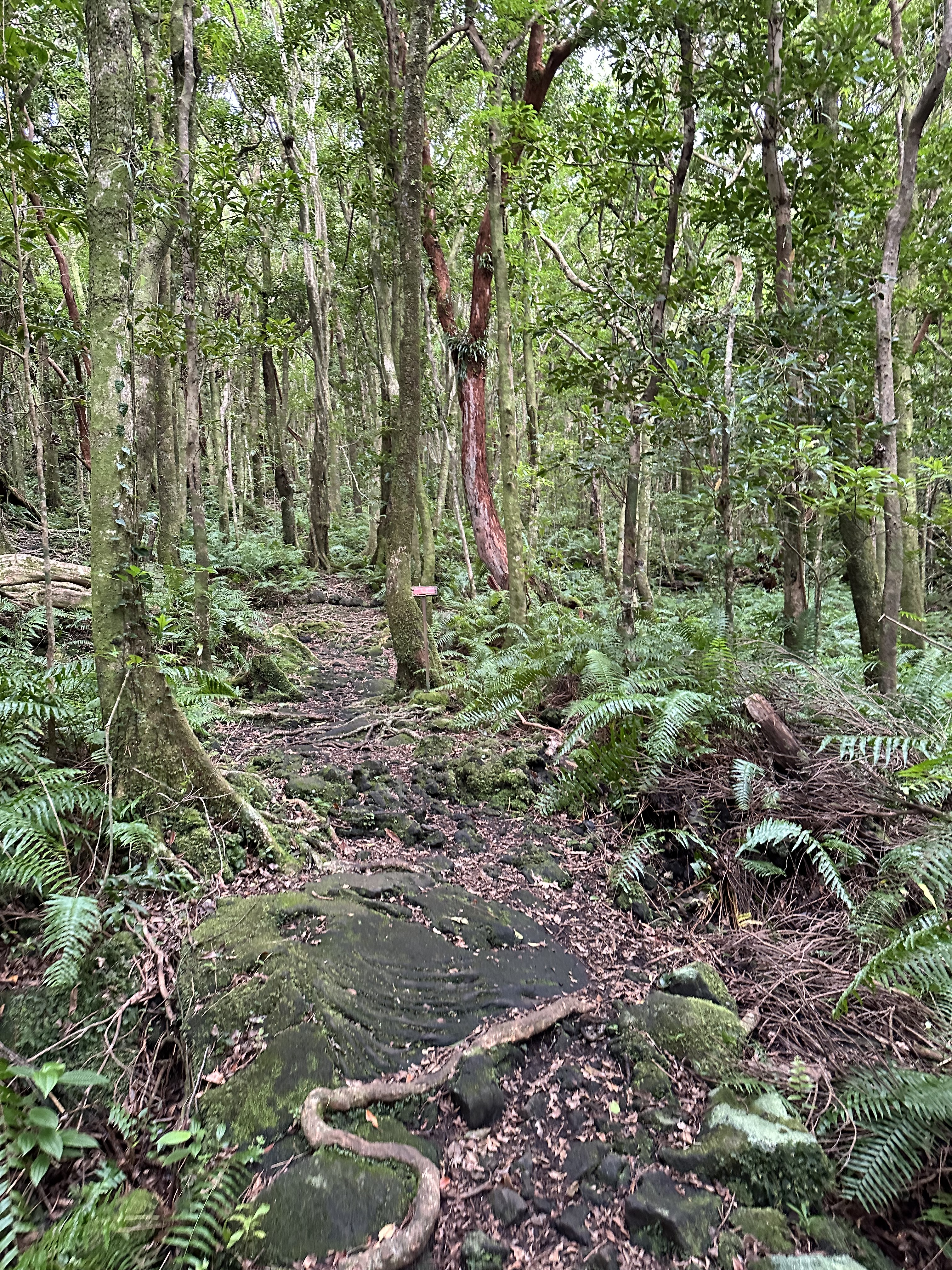
Wald von Mare Longue, 2024

Der Wald von Mare Longue (französisch Forêt de Mare Longue) ist ein Wald im südlichen Teil der im Indischen Ozean gelegenen französischen Insel Réunion.

## Lage
Der Wald erstreckt sich in einer Höhe zwischen 150 und 700 Metern auf der Südflanke des aktiven Vulkans Piton de la Fournaise, nordwestlich des Dorfs Mare Longue in der Gemeinde Saint-Philippe. Durch einen Teil des Waldes führt ein ausgewiesener, etwa zwei Kilometer langer, gewundener Wanderpfad.

## Beschaffenheit und Geschichte
Der Wald von Mare Longue stellt ein kleines, 68 Hektar umfassendes Gebiet eines Primärregenwalds dar. Es handelt sich um einen Rest des feuchten tropischen, für die Maskarenen typischen Flachregenwaldes, der einst größere Teile Réunions in dieser Höhenlage bedeckte. Das Waldgebiet ist so eines der letzten erhaltenen Gebiete dieses Typs. Insgesamt sind durch intensive Entwaldung nur etwas weniger als sieben Prozent des ursprünglichen Regenwalds der Insel erhalten.
Der Wald wächst auf fruchtbaren Lavaboden, der erst vor weniger als 500 Jahren entstand, und bildet schon nahe am Boden einen dichten Bewuchs. Er gilt mit seinen etwa 600 Arten als botanischer Schatz. In ihm befinden sich endemische Arten, auch Moose, Farne und Orchideen.

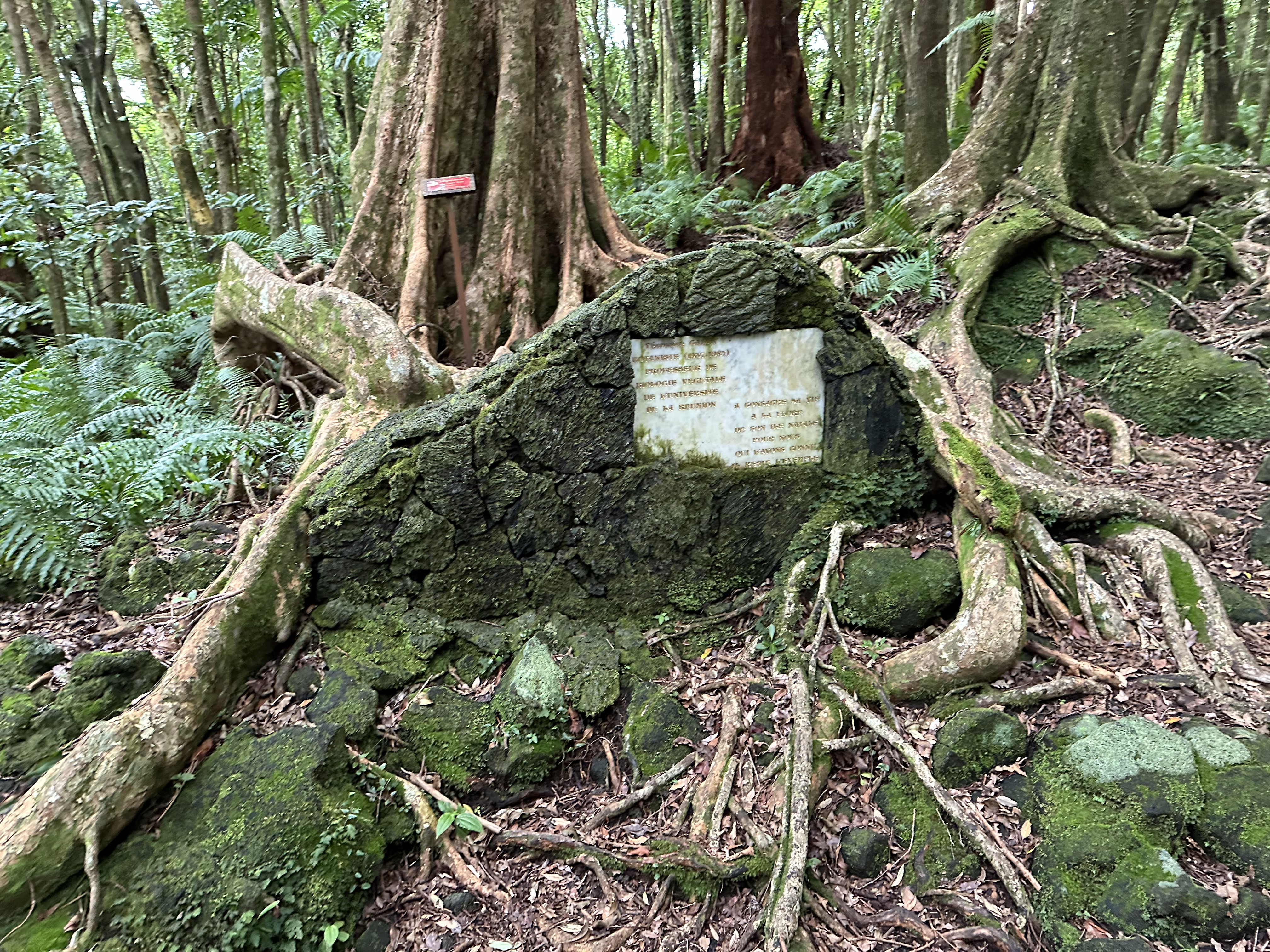
Gedenkstein für Thérésien Cadet, 2024

1958 wurde der Wald mit einer damaligen Fläche von 23 Hektar unter Naturschutz gestellt. 1981 erfolgte eine Erweiterung und die Ausweisung als Naturschutzgebiet. Seit 2010 gehört es zum Nationalpark Réunion und damit zum UNESCO-Welterbe. Der obere Teil des Waldes war zeitweise in Bewirtschaftung, so dass sich große alte Bäume im südlichen, unberührten unteren Teil befinden. Als erster Wissenschaftler erforschte Thérésien Cadet von der Universität La Réunion den Wald. Im Zuge der Erarbeitung seiner Dissertation führte er Anfang der 1970er Jahre eine botanische Inventarisierung durch und wies auf die Bedeutung des Waldes hin. Er setzte sich für den Erhalt des Waldes und gegen eine forstliche Bewirtschaftung zur Holzgewinnung ein. Zu seinem Andenken wurde am Beginn des durch den Wald führenden Wanderwegs ein Gedenkstein gesetzt.